# Kuula
„Kuula“ (česky Poslouchej) je píseň estonského zpěváka Otta Leplanda, se kterou reprezentoval Estonsko na Eurovision Song Contest 2012. Vedle zpěváka se na pódiu v Baku objevil i Marvi Vallaste, který zazpíval doprovodné vokály. Ve druhém semifinále získala 100 bodů a postoupila ze 4. místa. Ve finále soutěže se umístila v celkovém pořadí na 6. místě se 120 body.
Píseň byla zpívána v estonském jazyce, ale má také verze v jiných jazycích. Ve španělštině „Escucha“, v angličtině „Hear me“ a ruštině „Слушай“.

## Umístění v žebříčcích
| Žebříček (2012)             | Nejvyšší pozice |
| --------------------------- | --------------- |
| Vlámsko (Ultratip Flanders) | 70              |
| Estonsko (Top 40)           | 1               |